# Cryptocarya subbullata
Cryptocarya subbullata là loài thực vật có hoa trong họ Nguyệt quế. Loài này được Kosterm. miêu tả khoa học đầu tiên năm 1968.